# 505 a. C.
El año 505 a. C. fue un año del calendario romano prejuliano. En el Imperio Romano, fue conocido como el año 249 Ab Urbe condita.

## Acontecimientos
- Primer concilio de la Liga del Peloponeso.
- El rey de Esparta, Cleómenes I, se reconcilia con el antiguo tirano Hipias de Atenas.

## Fallecimientos
- Príncipe Vijaya

- Datos: Q240991